# Brook Lake (Minnesota)
Brook Lake es un territorio no organizado ubicado en el condado de Beltrami en el estado estadounidense de Minnesota. En el Censo de 2010 tenía una población de 233 habitantes y una densidad poblacional de 2,48 personas por km².

## Geografía
Brook Lake se encuentra ubicado en las coordenadas 47°27′25″N 94°28′41″O / 47.45694, -94.47806. Según la Oficina del Censo de los Estados Unidos, Brook Lake tiene una superficie total de 94.09 km², de la cual 65.55 km² corresponden a tierra firme y (30.34%) 28.55 km² es agua.

## Demografía
Según el censo de 2010, había 233 personas residiendo en Brook Lake. La densidad de población era de 2,48 hab./km². De los 233 habitantes, Brook Lake estaba compuesto por el 61.8% blancos, el 0.43% eran afroamericanos, el 31.76% eran amerindios, el 0% eran asiáticos, el 0% eran isleños del Pacífico, el 0% eran de otras razas y el 6.01% pertenecían a dos o más razas. Del total de la población el 4.29% eran hispanos o latinos de cualquier raza.